# Yeşilbük, Şiran
Yeşilbük là một xã thuộc huyện Şiran, tỉnh Gümüşhane, Thổ Nhĩ Kỳ. Dân số thời điểm năm 2008 là 1.971 người.